# Диттельсхайм-Хеслох
Диттельсхайм-Хеслох (нем. Dittelsheim-Heßloch) — община в Германии, в земле Рейнланд-Пфальц. 
Входит в состав района Альцай-Вормс. Подчиняется управлению Вестофен.  Население составляет 2091 человек (на 31 декабря 2010 года). Занимает площадь 13,84 км².